# Vitalius
Vitalius ist ein slawischer und litauischer männlicher Vorname, abgeleitet von Vitali. 

## Namensträger
- Vitalius I. († 314),  Bischof von Antiochia
- Vitalius Vladas Andriušaitis (1927–2006), litauischer Schachtrainer